# Rastenfeld
Rastenfeld est une commune autrichienne du district de Krems en Basse-Autriche.

## Lieux et monuments
- Château de Rastenberg, château fort médiéval[1]